# Śluza Okole
 Śluza Okole – śluza na Kanale Bydgoskim w Bydgoszczy.
Stanowi jedną z budowli hydrotechnicznych Kanału Bydgoskiego, zarządzaną przez Regionalny Zarząd Gospodarki Wodnej w Poznaniu, Zarząd Zlewni Noteci w Bydgoszczy. Jest to śluza nr 3 drogi wodnej Wisła-Odra, która jest elementem międzynarodowej drogi wodnej E-70.

## Lokalizacja
Śluza znajduje się przy ul. Młyńskiej na osiedlu Okole w Bydgoszczy.

## Historia
Śluza została oddana do użytku w 1915 r. podczas przebudowy Kanału Bydgoskiego. Oddano wówczas do użytku nowy dwukilometrowy odcinek kanału, podczas gdy odcinek stary o długości 3,5 km (z pięcioma śluzami) wyłączono z użytku przekształcając go w park.
Z powodu posadowienia na trudnym gruncie (iły poznańskie) śluza ulegała uszkodzeniom w latach 1914 i 1917. W 1921 r. zarysował się bardzo silnie mur głowy dolnej – tak, iż woda, napełniająca komorę nie przeciekała, ale wprost wylewała się. Uszkodzenie to zniwelowano wiosną 1922 r.
W 2005 r. śluzę Okole wraz z budynkami towarzyszącymi wpisano do rejestru zabytków województwa kujawsko-pomorskiego.
16 kwietnia 2013 ze względu na niebezpieczeństwo katastrofy budowlanej śluza została wyłączona z użytkowania. Po zakończeniu prac zabezpieczających, w dniu 18 czerwca 2013 śluza została otwarta. Zasadniczy remont, którego czas trwania szacowano na rok, miał rozpocząć się w końcu 2015, a następnie w II połowie 2016. Ostatecznie remont rozpoczęto 22 września 2017 z terminem zakończenia w końcu października 2018, który przesuwano kolejno na kwiecień, czerwiec i wreszcie III kwartał 2019. Do opóźnienia przyczynił się ujawniony w czasie remontu zły stan kolejnych fragmentów konstrukcji, w wyniku czego demontaż mechanizmów wymagał wykonania dodatkowych prac, zmian w projekcie i stosowania innych technologii od przewidywanych pierwotnie. Koszt inwestycji, określany pierwotnie na 11,7 mln zł, w efekcie wzrósł do 15 mln zł. Zakres robót obejmował remont komory ze ścianami, koroną i dnem oraz górnej i dolnej głowy, a także zbiorników oszczędnościowych (usunięcie z dna skorodowanej warstwy betonu, wykonanie warstwy naprawczej ze szczelinami elastycznymi dylatacji, reprofilacja i impregnacja), galerii obiegowych i kanału ulgowego (zastąpienie koryta upustu ulgowego przez koryto rurociągu, którym nadmiar wody będzie odpływał bezpośrednio do awanportu dolnego). Zarówno dolne wrota wsporne, jak i górne uchylne zostały zdemontowane, oczyszczone i zakonserwowane farbą antykorozyjną. Prace objęły również zabytkowe budynki maszynowni, sterowni oraz budynek obsługi śluzy. Oczyszczone zostały również obydwa awanporty (górny i dolny). Poprzedni remont, o niewielkim zakresie robót, przeprowadzono w 1995. W toku prac zadbano o zachowanie oryginalnej cegły o niestandardowych wymiarach.

## Charakterystyka
Jest to śluza betonowa II klasy z okładziną ceglaną. W skład obiektu wchodzą: śluza żeglugowa i dwa zbiorniki oszczędnościowe.
Parametry obiektu spełniają wymogi II klasy wg klasyfikacji śródlądowych dróg wodnych. Śluza posiada zamknięcia: górne w postaci stalowych, nitowanych wrót klapowych, oraz dolne wrota wsporne, stalowe dwuskrzydłowe. Napęd jest elektryczny i awaryjny ręczny. Praktyczny czas śluzowania wynosi 20 minut. Napełnianie śluzy odbywa się poprzez galerie biegnące wzdłuż budowli, obustronnie w ścianach bocznych. Dwa zbiorniki oszczędnościowe są wykorzystywane w celu zmniejszenia ilości wody potrzebnej do śluzowania i dodatkowo umożliwiają jej wielokrotne użycie. Śluza posiada dodatkowe urządzenia do przepuszczania wody.
Na zamknięciach śluzy znajdują się dwa przejścia technologiczne o szerokości 1,0 m i długości 9,6 m. Kładka na głowie górnej w czasie śluzowana chowa się pod wodę, natomiast kładka na głowie dolnej razem ze skrzydłami wrót rozchyla się na boki.

## Poziomy
Śluza umożliwia podniesienie jednostek o 7,58 m, od poziomu 35,88 do 43,46 m n.p.m.

## Ciekawostka
W 1968 r. śluza „Okole” stała się scenerią jednego (bądź dwóch) z odcinków serialu Czterej pancerni i pies. Nagrywano w niej scenę, w której Gustlik strzałem z pancerfausta wysadza śluzę w Ritzen (odcinek 15. „Wysoka fala”). Fakt ten upamiętnia stojąca w pobliżu wieżyczka czołgu o numerze bocznym 102.